# Fédération de football du Rhin moyen
La Fédération de football du Rhin moyen (FVM, allemand : Fußball-Verband Mittelrhein) est l'organisation parapluie de tous les clubs de football de la région du Rhin moyen, correspondant à peu près au district administratif de Cologne du Land Rhénanie du Nord-Westphalie. Elle a été fondée en 1946 sous le nom de Fédération de football du district du Rhin (allemand : Fußball-Verband Rheinbezirke) et prend son nom actuel en 1951. C'est l'une des 21 fédérations régionales de la DFB, subalterne de la Westdeutscher Fußballverband (WDFV). Avec 404 119 licenciés dans 1 051 clubs, la FVM est la septième plus grosse fédération régionale de la DFB.
Depuis le 1er janvier 2012, le siège de la FVM est localisée à l'École des Sports d'Hennef. Le président de la fédération est Christos Katzidis depuis le 18 juin 2022. Le président d'honneur est Alfred Vianden.

## Ligues
| Niveau                    | Ligue                                      |
| Hommes                    | Hommes                                     |
| ------------------------- | ------------------------------------------ |
| 5                         | Mittelrheinliga                            |
| 6                         | Landesligen (2 groupes)                    |
| 7                         | Bezirksligen (4 groupes)                   |
| (↓ variable par district) |                                            |
| 8                         | Kreisligen A (9 districts)                 |
| 9                         | Kreisligen B (2 à 3 groupes par district)  |
| 10                        | Kreisligen C (2 à 4 groupes par district)  |
| 11                        | Kreisligen D (pas dans tous les districts) |

| Niveau | Ligue         |
| Femmes | Femmes        |
| ------ | ------------- |
| 4      | Westfalenliga |
| 5      | Landesligen   |
| 6      | Bezirksligen  |
| 7      | Kreisligen A  |
| 8      | Kreisligen B  |

## Arrondissements

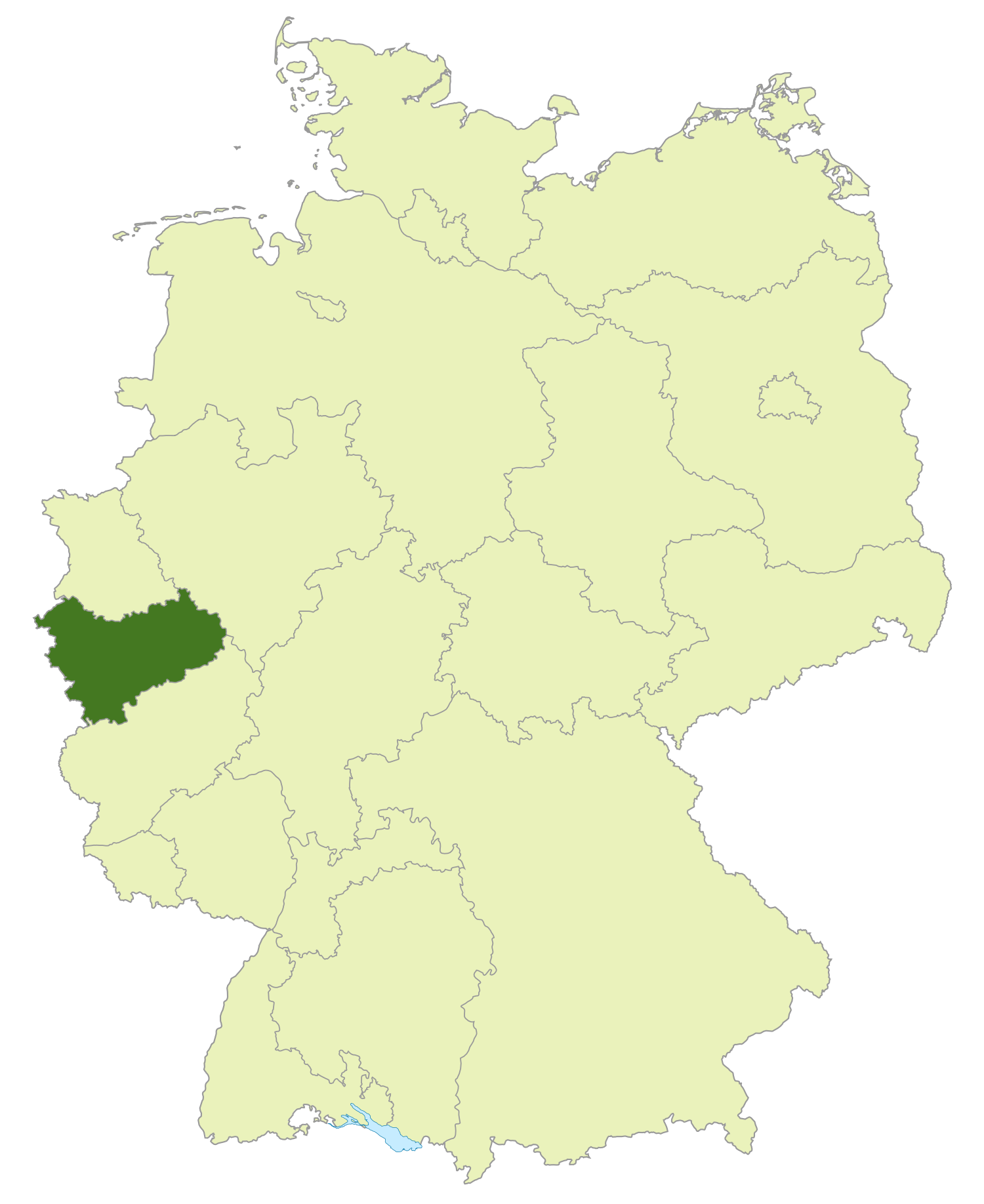
Territoire couvert par la Fédération de football du Rhin moyen

Le territoire couvert par la fédération, qui correspond à peu près au district administratif de Cologne, est divisé en 9 arrondissements de football (Fußballkreise)
- Cologne
- Bonn
- Sieg
- Berg
- Euskirchen
- Rhin-Erft
- Aix-la-Chapelle
- Düren
- Heinsberg

## Arbitres
En tant qu'organisation parapluie, la Fédération de football du Rhin moyen regroupe environ 2 500 arbitres répartis dans les districts de football. Sascha Stegemann est un arbitre de haut niveau actif avec plus de 130 matchs en Bundesliga. Laura Duske représente l'association en Frauen-Bundesliga.
De jeunes arbitres talentueux et performants peuvent intégrer les structures d'accompagnement de la fédération. La structure de financement comprend les escouades d'élite de l'« Association Promotion Squad » et de la « Perspective Squad ». Les arbitres participent entre autres à des cours réguliers à l'École des Sports d'Hennef et sont observés et coachés par leurs chefs de jeu. Pendant les vacances d'été, il y aura un camp d'entraînement avec participation à la Dana Cup au Danemark.

## Coupes
| Senior - Bitburger-Pokal (Hommes) - Ford-Pokal (Femmes) | Junior - FVM-Pokal (Junior A Garçons) - ARAG-Jugendpokal (Junior B, C, D Garçons – Junior B, C Filles) |

## École des Sports d'Hennef
La FVM est le sponsor de l'École des Sports d'Hennef. C'est l'une des principales École des Sports d'Europe et, outre le sport de base qu'est le football, c'est un centre fédéral de performance pour les sports de boxe et de lutte ainsi qu'un centre de performance national pour l'haltérophilie et le judo. Grâce aux nombreuses visites de l'équipe d'Allemagne de football, y compris avant la Coupe du monde de 1954, ainsi que des meilleures équipes de renom dans de nombreux sports nationaux et étrangers, l'École des Sports d'Hennef a également acquis une renommée nationale.
La première pierre de l'École des Sports fut posée le 1er octobre 1949, avant qu'elle ne soit prête à être occupée à l'été 1950. Après une modernisation complète d'un montant total de 6,8 millions d'euros dans le cadre de la Coupe du monde 2006, pour laquelle aucune des nations participantes n'a décidé de s'installer dans ses locaux de l'école de sport, elle dispose de 3 terrains en gazon, d'un terrain en gazon synthétique, d'une salle en gazon synthétique, deux salles polyvalentes, une salle spéciale chacune pour les sports de judo, de boxe, de lutte et d'haltérophilie, une salle de musculation, une piscine extérieure (bassin de 50 m) avec une tour de dix mètres et une piscine intérieure (bassin de 25 m), neuf salles de séminaire et une salle informatique moderne ainsi qu'un auditorium spacieux. Il compte également plus de 200 lits répartis dans quatre catégories différentes.

### Les autres fédérations subalternes de la WDFV
- Fußballverband Niederrhein (FVN)
- Fußball-und Leichtathletik-Verband Westfalen (FLVW)